# Uniforia

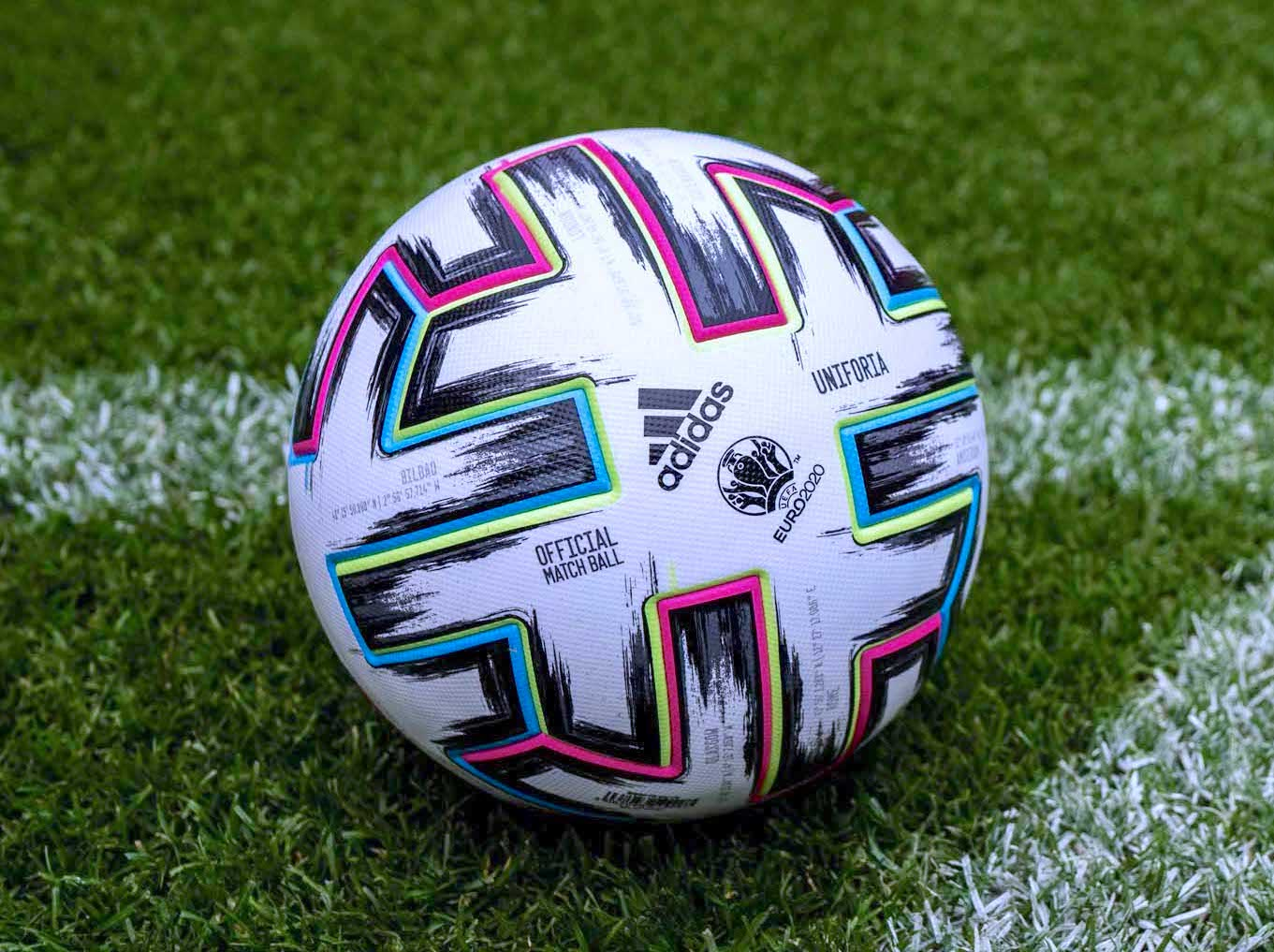
Der Uniforia

Uniforia ist der Name des offiziellen Spielballs der Fußball-Europameisterschaft 2021 (offiziell: UEFA EURO 2020). Der Name „Uniforia“ setzt sich aus den zwei Worten „unity“ (englisch für: Einheit) und „euphoria“ (englisch für: Euphorie) zusammen. Der Fußball wird von dem deutschen Sportartikelhersteller Adidas produziert. Der Uniforia wurde am 7. November 2019 offiziell durch den Hersteller Adidas und die UEFA vorgestellt.

## Aussehen
Auf dem weißen Untergrund sind neonfarbene gezackte Linien aufgebracht. Drei unterschiedliche Neonfarben kommen hierbei zum Tragen (Gelb, Blau und Pink), wobei zwei Farben zumeist parallel verlaufen. Sie sind ebenso Bestandteil des Designs wie der Pinselstrich-artige schwarze Hintergrund der Streifen. Es sind außerdem in unscheinbar grauer Farbe die 11 Spielorte und deren Koordinaten aufgedruckt. Die ursprünglich vorgesehenen Spielorte Bilbao und Dublin wurden pandemiebedingt nach Sevilla und Sankt Petersburg verlegt. Da der Spielball bereits am 6. November 2019 noch vor der Corona-Pandemie vorgestellt wurde, sind die ursprünglich geplanten Spielorte auf dem Ball abgedruckt. Sevilla und Sankt Petersburg sind nicht vertreten. Auch der bereits 2017 ausgemusterte belgische EM-Spielort Grimbergen (Brüssel) wurde nicht abgedruckt.

## Aufgedruckte Koordinaten
| Austragungsort   | Koordinaten                       |
| ---------------- | --------------------------------- |
| London           | 51° 33′ 21,5″ N , 0° 16′ 46,4″ W  |
| München          | 48° 13′ 7,6″ N , 11° 37′ 28,9″ O  |
| Rom              | 41° 56′ 2″ N , 12° 27′ 17″ O      |
| Baku             | 40° 25′ 47,8″ N, 49° 55′ 10,5″ O  |
| Sankt Petersburg | 59° 58′ 22,7″ N , 30° 13′ 14″ O   |
| Kopenhagen       | 55° 42′ 9,4″ N , 12° 34′ 20″ O    |
| Amsterdam        | 52° 18′ 51,7″ N , 4° 56′ 30,6″ O  |
| BilbaoG          | 43° 15′ 51.16″ N, 2° 56′ 57.56″ W |
| DublinG          | 53° 20′ 6,8″ N , 6° 13′ 41,9″ W   |
| Bukarest         | 44° 26′ 13,9″ N , 26° 9′ 9″ O     |
| SevillaO         | 37° 25′ 1,8″ N , 6° 0′ 16,7″ W    |
| Budapest         | 47° 30′ 11,3″ N , 19° 5′ 53″ O    |
| Glasgow          | 55° 49′ 33,1″ N , 4° 15′ 7″ W     |

G: Spielort gestrichen (Aufdruck vorhanden)
O: Spielort im April 2021 als Ersatz bestimmt (ohne Aufdruck)
Die Aufschriften sind in englischer Sprache. So steht auf den Bällen „E“ für East (deutsch: Ost).

## Uniforia Finale

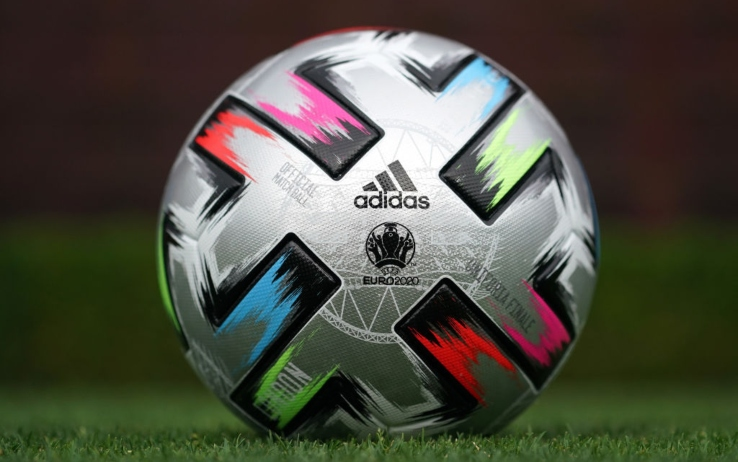
Der Uniforia Finale

Eine Sonderausgabe des Uniforia stellt der UNIFORIA FINALE dar. Er wurde am 5. Juli 2021 vom Hersteller Adidas vorgestellt. Dieser ist speziell für die Halbfinalspiele sowie das Finale der Europameisterschaft vorgesehen. Er unterscheidet sich vom Design wie folgt. Der Hintergrund ist silbergrau. Die farbigen Streifen sind hier in schwarz gehalten. Es gibt auch schwarze, weiße, grüne, rote, türkise und pinke Pinselstriche auf dem Ball. Da die drei verbleibenden Spiele im Londoner Wembley-Stadion stattfinden, wurde der Spielort besonders gewürdigt. Ein spezieller Wasserzeichen-Aufdruck des Stadions sowie ausschließlich die Koordinaten dieses Spielorts (51° 33′ 21,5″ N , 0° 16′ 46,4″ W) sind auf dem Ball verewigt.

## Oberflächenstruktur
Der Uniforia ist quadratisch genoppt.

## Weitere Anwendungen
- Offizieller Spielball der Ekstraklasa 2020/21 (polnische oberste Spielklasse 2020/21)[7]
- Offizieller Spielball der 3. Fußball-Liga in Deutschland.[8]